# Soraya Tarzi

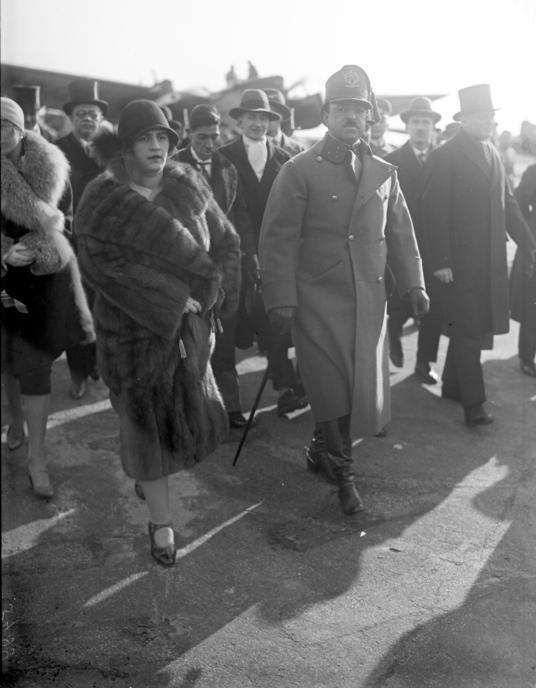
Soraya y Amanulá en 1928 en Berlín.

Soraya Tarzi (pashto/persa/árabe: ثریا طرزی; Damasco, Imperio otomano, 24 de noviembre de 1899 - Roma, Italia, 20 de abril de 1968) fue la primera reina consorte de Afganistán a principios del siglo XX y la tercera esposa del Rey Amanulá Khan. Nacida en Siria, fue educada por su padre, que era el líder e intelectual afgano Sardar Mahmud Beg Tarzi. Pertenecía a la tribu pastún Mohammadzai, una subtribu de la dinastía Barakzai.

## Biografía
Suraiya Shahzada Tarzi nació en Damasco, Siria, entonces parte del Imperio otomano, hija del escritor y figura política afgana Sardar Mahmud Beg Tarzi y nieta del Sardar y poeta Ghulam Muhammad Tarzi. Su familia estaba en Siria porque había sido desterrada. Estudió en Siria donde aprendió los valores occidentales y modernos que influirían en sus futuras acciones y creencias. Educada por su padre allí, aprendió árabe y persa, además de su materno pashto. 
En 1901, cuando Habibulá Khan se convirtió en el rey de Afganistán, una de sus contribuciones más importantes a su nación fue el permitir a los exiliados afganos volver al país. Tras el regreso a su país de la familia de Tarzi, fueron recibidos en la corte por deseo del emir Habibulá Khan. Aquí es donde Soraya Tarzi conoció al príncipe Amanulá, hijo del emir, y los dos se casaron el 30 de agosto de 1913 en el palacio de Qawm-i-Bagh, en Kabul. Al casarse dentro de la monarquía se convirtió en una de las figuras más importantes de la región. El príncipe solo la tuvo a ella como única esposa, una ruptura con las milenarias tradiciones de los gobernantes afganos, y fruto de su unión nacieron diez hijos, dos de los cuales murieron en la infancia.

## Reina de Afganistán
Cuando el príncipe se convirtió en emir en 1919, y posteriormente en rey en 1926, la reina tuvo un papel importante en la evolución del país. Él la hacía participar en todos los acontecimientos nacionales. Decía:

Yo soy vuestro rey, pero la Ministra de Educación es mi esposa, vuestra reina.

La reina Soraya fue la primera consorte musulmana que apareció en público junto a su marido, algo inédito en la época. Asistía con él a recepciones oficiales, viajó con él por el país y el extranjero, participó con él en las partidas de caza, montando a caballo, y asistió a desfiles militares y en algunas reuniones del gabinete.

### Derechos de la mujer
Amanulá redactó la primera constitución, estableciendo las bases de la estructura formal del gobierno y fijando el papel del monarca dentro del marco constitucional. Amanulá recibió la influencia y el estímulo de Mahmud Tarzi en sus esfuerzos Tarzi fue especialmente decisivo en el diseño y la aplicación de los cambios relativos a las mujeres a través de su ejemplo personal de monogamia. Su hija, la reina Soraya Tarzi, sería el rostro de este cambio. Otra de sus hijas se casó con el hermano de Amanulá. Así pues, no es de extrañar que la sofisticada y liberal ideología intelectual de Tarzi floreciera y se concretara en el reinado de Amanulá.
El rey Amanulá Khan hizo una campaña pública contra el velo, contra la poligamia y fomentó la educación de las niñas, no solo en Kabul sino también en las zonas rurales. En un acto público, Amanulá dijo que «el Islam no exigía que las mujeres se cubrieran el cuerpo ni llevaran ningún tipo de velo especial». Al concluir el discurso, la reina Soraya se quitó el velo (hiyab) en público y las esposas de otros funcionarios presentes en la reunión siguieron este ejemplo. Durante todo el reinado de su marido, la reina Soraya llevó sombreros de ala ancha con un fino velo diáfano adherido. Muchas mujeres de la familia de Amanulá participaron públicamente en organizaciones y llegaron a ser funcionarias del gobierno más adelante.
La reina Soraya animó a las mujeres a recibir una educación y abrió la primera escuela primaria para niñas en Kabul, la Escuela Masturat. Envió a quince mujeres jóvenes a Turquía para que recibieran educación superior en 1928. Soraya fue decisiva a la hora de imponer un cambio para las mujeres y las exhortó públicamente a participar activamente en la construcción de la nación. En 1926, en el séptimo aniversario de la independencia de los británicos, Soraya pronunció un discurso público:

Nos pertenece [la independencia] a todos y por eso la celebramos. Sin embargo, ¿creen ustedes que nuestra nación, desde el principio, sólo necesita a los hombres para servirla? Las mujeres también deben tomar su parte como lo hicieron las mujeres en los primeros años de nuestra nación y del Islam. De sus ejemplos debemos aprender que todos debemos contribuir al desarrollo de nuestra nación y que esto no puede hacerse sin estar dotados de conocimientos. Por ello, todos debemos intentar adquirir la mayor cantidad de conocimientos posible, para poder prestar nuestros servicios a la sociedad a la manera de las mujeres de los primeros tiempos del Islam.

Fundó la primera revista para mujeres llamada Ershad-I-Niswan (Guía para las Mujeres), así como la organización femenina Anjuman-i Himayat-i-Niswan. Fundó las escuelas femeninas Masturat School (1920) e Ismat (Malalai) School (1921) y el Hospital Masturat para mujeres (1924), y colaboró en la revista femenina Ishadul Naswan (1922), que editaba su madre.
La escritora de memorias sueca Rora Asim Khan, que vivió en Afganistán con su marido afgano en 1926-27, describe en sus memorias cómo fue invitada por la reina en Paghman y Darullaman para describir el estilo de vida y las costumbres occidentales a la reina y a la madre del rey; señaló que la reina tenía muchas preguntas, ya que pronto iba a visitar Europa.
En 1927-28, ella y su marido visitaron Europa. En ese viaje fueron honrados y agasajados, y saludados por multitudes. En 1928, el rey y la reina recibieron títulos honoríficos de la Universidad de Oxford, al ser considerados tanto promotores de los valores occidentales ilustrados, como gobernantes de un importante estado tapón, entre el imperio indio británico y las ambiciones soviéticas. La reina habló ante un gran grupo de estudiantes y líderes.
Era una época en la que otras naciones musulmanas, como Turquía, Irán y Egipto, también estaban en vías de occidentalización. Por eso, en Afganistán la élite se sintió impresionada por esos cambios y emuló sus modelos de desarrollo, pero puede que el momento fuera prematuro. No solo los musulmanes conservadores estaban en desacuerdo con los cambios, sino que algunos alegan que los agentes británicos distribuyeron publicaciones internacionales en las que se mostraba a Soraya sin velo, cenando con hombres extranjeros y con la mano besada por el líder de Francia, Alemania, etc. Los afganos conservadores y los líderes regionales consideraron que las imágenes y los detalles del viaje de la familia real eran una traición flagrante a la cultura, la religión y el «honor» de las mujeres afganas.
Los británicos no tenían una buena relación con la familia de Soraya en su conjunto, pues el principal representante de Afganistán con el que tenían que tratar era su padre, Mahmud Tarzi. Cuando la familia real regresó de su gira por Europa, fue recibida con hostilidad y derrocada en una guerra civil.
En 1929 el rey Amanulá Khan abdicó para evitar la guerra civil y fue al destierro. Todas sus reformas modernizadoras fueron abolidas. La reina Soraya volvió a ser una exiliada, pero esta vez en Roma, Italia, con su familia.

### Muerte

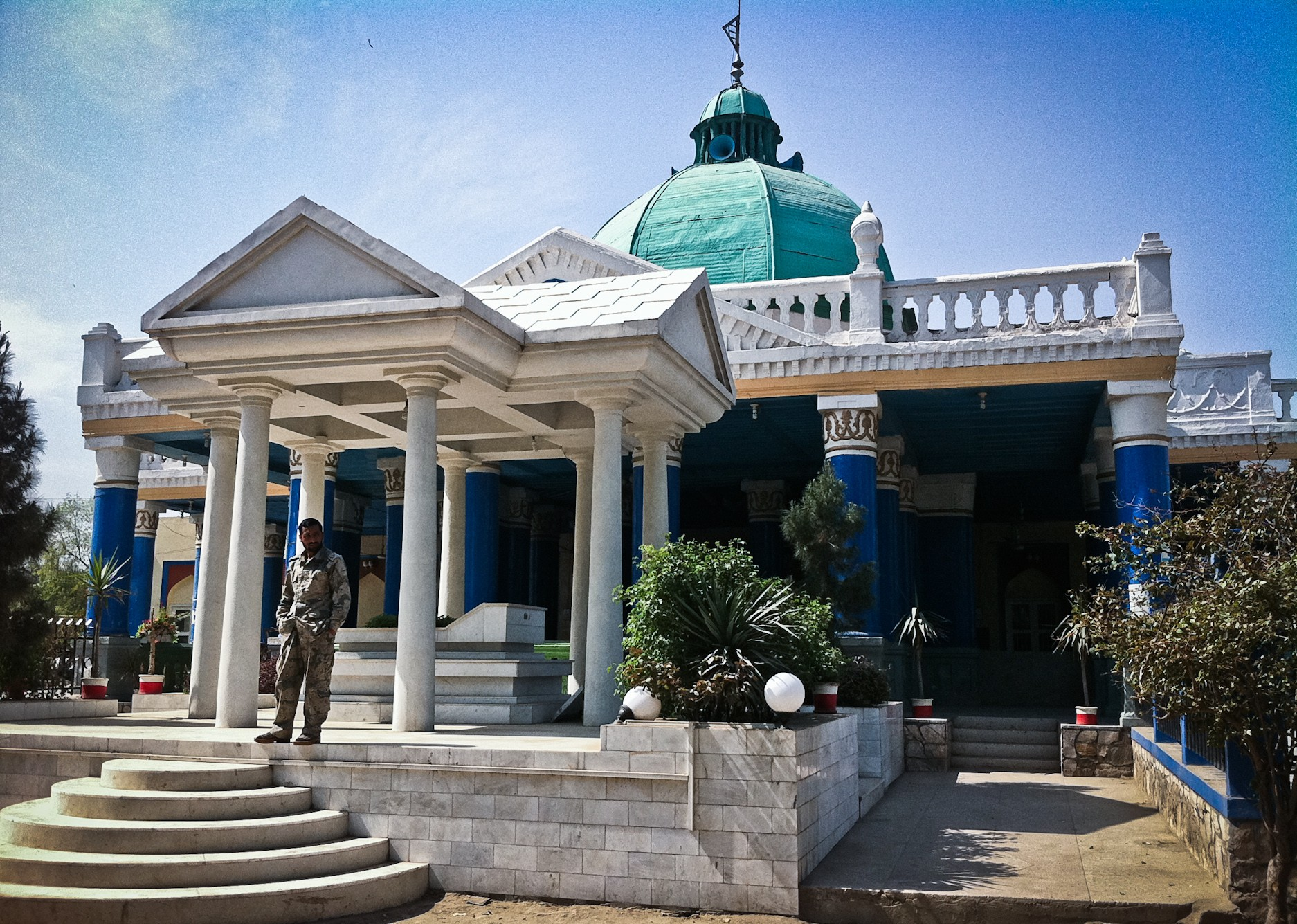
La reina Soraya y su marido, el rey Amanullah, están enterrados en este mausoleo de Jalalabad (Afganistán).

Soraya murió en 20 de abril de 1968. El funeral fue escoltado por militares italianos al aeropuerto de Roma y de allí el féretro fue trasladado a Afganistán. Está enterrada en Bagh-e Amir Shaheed. El mausoleo de la familia en una gran plaza de mármol cubierta por un techo de cúpula sostenido por columnas azules en el corazón de Jalalabad, junto a su marido el rey, que había muerto ocho años antes. Su hija menor, la princesa India de Afganistán, visitó Afganistán en la década de 2000, poniendo en marcha varios proyectos de caridad. La princesa India es también embajadora cultural honoraria de Afganistán en Europa. En septiembre de 2011, la princesa India de Afganistán fue galardonada por la Asociación de Mujeres Afganas-Estadounidenses por su labor en favor de los derechos de la mujer.

## Premios y reconocimientos

### Patronazgos
- Patrona de la Escuela Masturat para Mujeres (1921-1929).

### Distinciones honoríficas

#### Distinciones honoríficas afganas
- Miembro de I Clase de la Orden del Sol Supremo.

#### Distinciones honoríficas extranjeras
- Miembro de Clase Suprema de la Orden la Virtud [Condecoración de Nishan al-Kamal en brillantes] (Reino de Egipto, 26/12/1927).
- Dama Gran Cruz de la Excelentísima Orden del Imperio Británico (GBE) (Reino Unido, 13/03/1928).

## Ancestros
|  |                                           |  |  |  |  |  |  |  |  |  |  |  |  |  |  |  |
|  | 16. Sardar Payinda Muhammad Khan          |  |  |  |  |  |  |  |  |  |  |  |  |  |  |  |
|  |                                           |  |  |  |  |  |  |  |  |  |  |  |  |  |  |  |
|  |                                           |  |  |  |  |  |  |  |  |  |  |  |  |  |  |  |
|  | 8. Sardar Rahim Dil Khan                  |  |  |  |  |  |  |  |  |  |  |  |  |  |  |  |
|  |                                           |  |  |  |  |  |  |  |  |  |  |  |  |  |  |  |
|  |                                           |  |  |  |  |  |  |  |  |  |  |  |  |  |  |  |
|  | 17. una dama de la tribu Hotaki Ghilzai   |  |  |  |  |  |  |  |  |  |  |  |  |  |  |  |
|  |                                           |  |  |  |  |  |  |  |  |  |  |  |  |  |  |  |
|  |                                           |  |  |  |  |  |  |  |  |  |  |  |  |  |  |  |
|  | 4. Sardar Haji Ghulam Muhammad Khan       |  |  |  |  |  |  |  |  |  |  |  |  |  |  |  |
|  |                                           |  |  |  |  |  |  |  |  |  |  |  |  |  |  |  |
|  |                                           |  |  |  |  |  |  |  |  |  |  |  |  |  |  |  |
|  | 18. Sardar Rahim Dad Khan                 |  |  |  |  |  |  |  |  |  |  |  |  |  |  |  |
|  |                                           |  |  |  |  |  |  |  |  |  |  |  |  |  |  |  |
|  |                                           |  |  |  |  |  |  |  |  |  |  |  |  |  |  |  |
|  | 9. Hawa Begum                             |  |  |  |  |  |  |  |  |  |  |  |  |  |  |  |
|  |                                           |  |  |  |  |  |  |  |  |  |  |  |  |  |  |  |
|  |                                           |  |  |  |  |  |  |  |  |  |  |  |  |  |  |  |
|  | 2. Sardar Mahmud Beg Tarzi                |  |  |  |  |  |  |  |  |  |  |  |  |  |  |  |
|  |                                           |  |  |  |  |  |  |  |  |  |  |  |  |  |  |  |
|  |                                           |  |  |  |  |  |  |  |  |  |  |  |  |  |  |  |
|  | 20. Príncipe Sultan Durrani               |  |  |  |  |  |  |  |  |  |  |  |  |  |  |  |
|  |                                           |  |  |  |  |  |  |  |  |  |  |  |  |  |  |  |
|  |                                           |  |  |  |  |  |  |  |  |  |  |  |  |  |  |  |
|  | 10. Príncipe Maudad Durrani               |  |  |  |  |  |  |  |  |  |  |  |  |  |  |  |
|  |                                           |  |  |  |  |  |  |  |  |  |  |  |  |  |  |  |
|  |                                           |  |  |  |  |  |  |  |  |  |  |  |  |  |  |  |
|  | 5. Sultanat Begum                         |  |  |  |  |  |  |  |  |  |  |  |  |  |  |  |
|  |                                           |  |  |  |  |  |  |  |  |  |  |  |  |  |  |  |
|  |                                           |  |  |  |  |  |  |  |  |  |  |  |  |  |  |  |
|  | 1. Soraya Tarzi                           |  |  |  |  |  |  |  |  |  |  |  |  |  |  |  |
|  |                                           |  |  |  |  |  |  |  |  |  |  |  |  |  |  |  |
|  |                                           |  |  |  |  |  |  |  |  |  |  |  |  |  |  |  |
|  | 6. Jeque Muhammad Saleh al-Fattal Effendi |  |  |  |  |  |  |  |  |  |  |  |  |  |  |  |
|  |                                           |  |  |  |  |  |  |  |  |  |  |  |  |  |  |  |
|  |                                           |  |  |  |  |  |  |  |  |  |  |  |  |  |  |  |
|  | 3. Asma Rasmiya Khanum                    |  |  |  |  |  |  |  |  |  |  |  |  |  |  |  |
|  |                                           |  |  |  |  |  |  |  |  |  |  |  |  |  |  |  |
|  |                                           |  |  |  |  |  |  |  |  |  |  |  |  |  |  |  |